# Sirena
Las sirenas (en griego antiguo: Σειρήνα - Seirēna; pl.: Σειρῆνες - Seirēnes, «las que atan y desatan/encadenan», quizá relacionado con el semítico Sir, «canto», y con el griego Χίμαιρα - Khimaira, «quimera») son criaturas marinas mitológicas pertenecientes a las leyendas y al folclore.
Originalmente, en la Antigüedad clásica, se las representaba como seres híbridos con rostro o torso de mujer y cuerpo de ave (similares al Ba de la mitología egipcia) que habitaban en una isla rocosa; a partir de la Edad Media adquirieron apariencia pisciforme: hermosas mujeres con cola de pez en lugar de piernas que moraban en las profundidades. En ambos casos se les atribuía una irresistible voz melodiosa con la que atraían locamente a los marineros.

Las sirenas son doncellas marinas que engañan a los navegantes con su gran belleza y la dulzura de su canto; de la cabeza al ombligo tienen cuerpo de virgen y forma semejante al género humano, pero poseen una escamosa cola de pez, que siempre ocultan en el mar.

Debido a esa doble forma con que se han presentado a lo largo de la historia, muchas lenguas no latinas distinguen la sirena clásica mujer-ave (inglés siren, alemán sirene) de la sirena con cola de pez (inglés mermaid, alemán Meerjungfrau).
En inglés, las mermaids suelen ser vistas como seres hermosos y atractivos, y en muchas historias pueden tener características mágicas y benevolentes (por ejemplo en la película de Disney, The Little Mermaid); por su lado, siren suele tener una connotación negativa al retratar seres peligrosos y seductores que atraen a los marineros hacia las rocas o aguas peligrosas con su canto, con la intención de causarles daño.

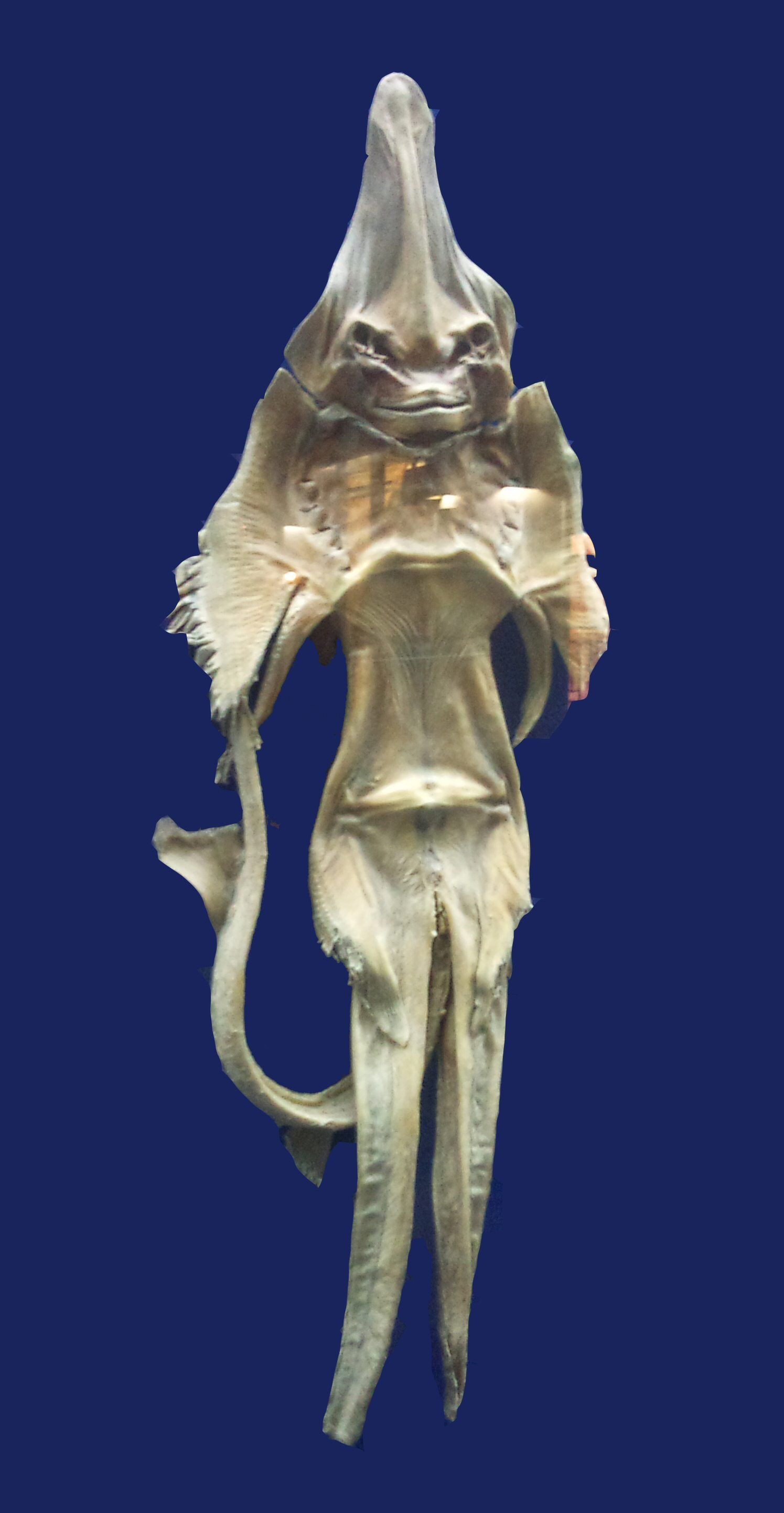
Figura antropomorfa creada a partir de una raya disecada y recortada. Museo de Mashhad (Irán).

## Sirenas en la mitología griega y romana

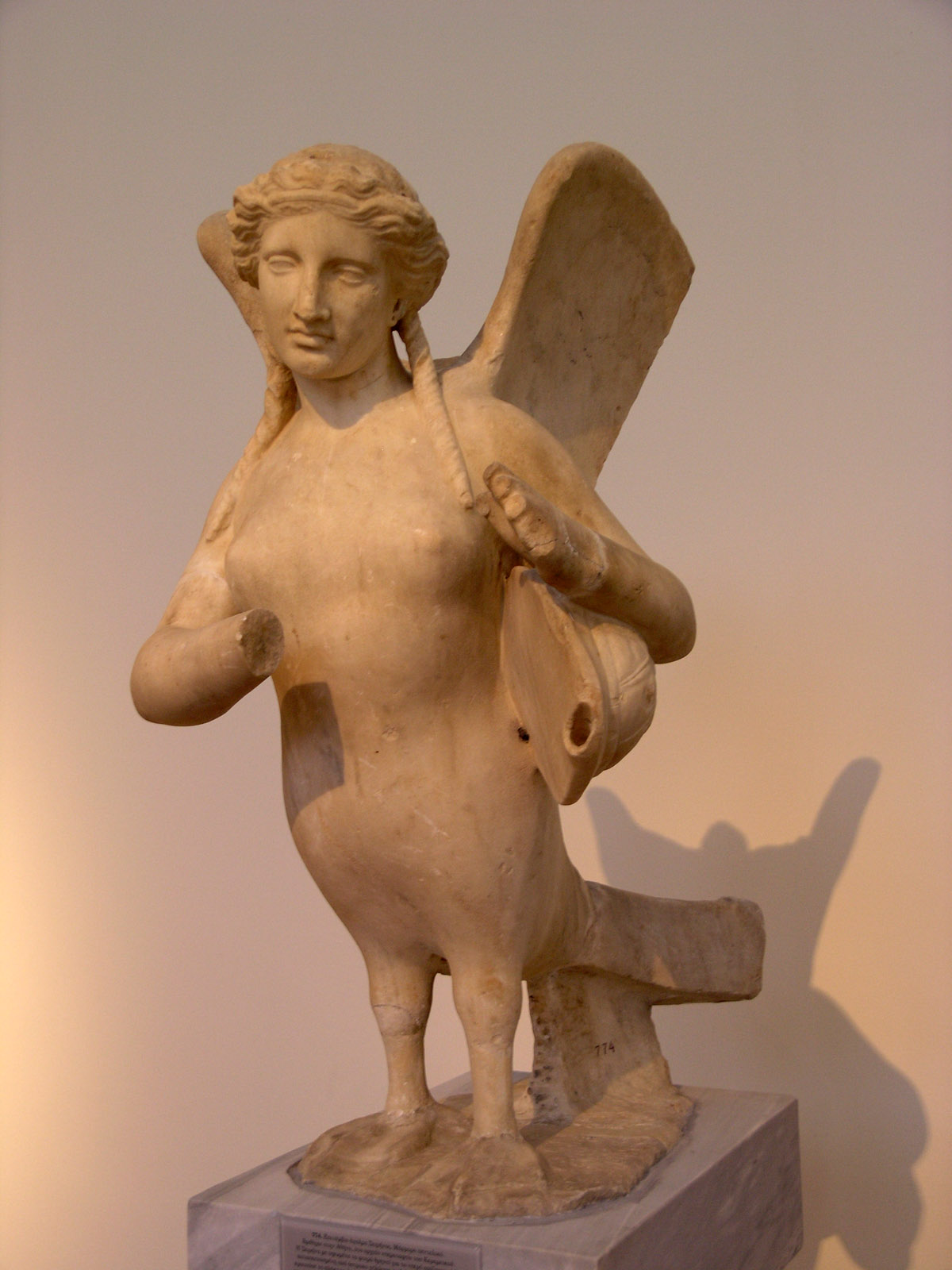
Estatua funeraria de sirena, c. 370 a. C., Museo Arqueológico Nacional de Atenas.

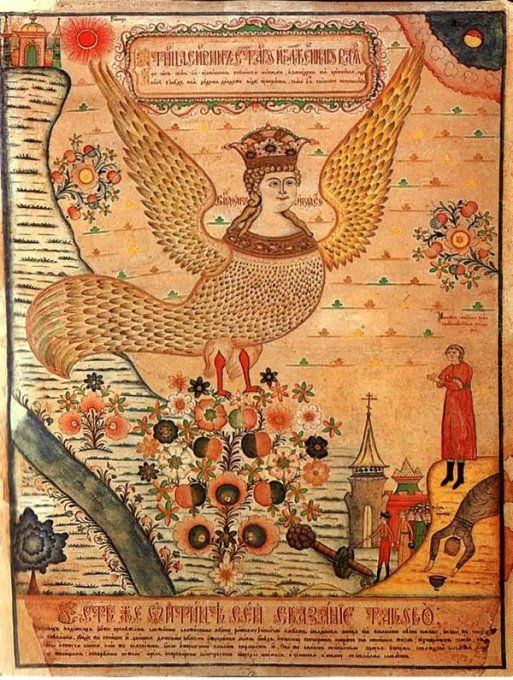
Miniatura rusa del en la que aparece una sirena representada a la manera de la Antigua Grecia, con cuerpo de ave y rostro de mujer.

En el marco de la mitología clásica, las sirenas son criaturas ligeramente difusas debido al remoto trasfondo de su origen, probablemente ligado al mundo de los muertos. Se trataba de seres con cuerpo de pájaro y rostro o torso de mujer, similares a sus parientes las harpías, poseedoras de una voz musical prodigiosamente atractiva e hipnótica con la que embrujaban a los navegantes que pasaban junto a sus costas y los conducían a la muerte. La tradición las hacía habitar en una isla rocosa del Mediterráneo frente a Sorrento, en el litoral de la Italia meridional (en ocasiones identificada con la isla de Capri).
En cuanto a su genealogía, las sirenas son a menudo descritas como Aqueloides, esto es, hijas del dios fluvial Aqueloo. Una versión las hacía proceder de su sangre cuando ésta fue derramada por Heracles, o bien Aqueloo tuvo unión con una de las musas, ya sea esta Melpómene, o Terpsícore, o bien Calíope, relacionadas con el canto y el baile. Hesíodo es el único autor en darles una madre mortal y así dice que son hijas de Aqueloo y de Estérope, hija de Portaón. Otros alegan que no eran hijas de Aqueloo sino de Forco, quien las engendró sin intervención femenina, o también pudieron haber nacido de Gea unida a Océano o sin consorte definido. Incluso una versión tardía nos dice que la sirena Leucosia era hija de un tal Leuco.
Su número es también impreciso, contándose entre dos y cinco. De entre todos sus nombres, tomando en cuenta la poesía y la pintura, destacan especialmente dos: Ligia (Λίγεια) y Parténope (Παρθενόπη). Homero, de hecho, dice que son dos (pues son descritas en dual) pero no las cita individualmente. Hesíodo alega que son tres: Telxíope —o Telsínoe—, Molpe y Aglaofono. Las fuentes tardías han variado sus nombres, como Pisínoe, Agláope y Telxiepia; Aglaónome, Aglaofeme y Telxiepia; Parténope, Ligia y Leucosia; Telxiepia, Pisínoe y Ligia; Telxiepia, Molpe y Pisínoe; Teles, Redne, Molpe y Telxíope; Aglaofeme y Telxiepia; y finalmente Himérope y Telxiepia. En ocasiones se les atribuye el uso de instrumentos musicales, y así Apolodoro nos dice que «una tocaba la lira, otra cantaba y la tercera tocaba la flauta, y así persuadían a los navegantes a quedarse». Edgar Allan Poe empleó el nombre de Ligia para su cuento homónimo sobre una mujer de mortal belleza.
El primer testimonio escrito que se tiene de ellas es su mención en la Odisea de Homero, pero ya figuraban en representaciones artísticas de antigüedad mucho mayor, a menudo en monumentos y ofrendas funerarios. Se presume así su vínculo con el otro mundo, por lo que es muy plausible que al principio representaran iconográficamente a los espíritus de los difuntos y/o que se las considerara encargadas de conducir a las almas al Hades (función que posteriormente asumiría el dios Hermes en su papel de psicopompo).
Su fama procede principalmente del célebre episodio que protagonizan con Odiseo (Ulises) en el citado poema homérico: el héroe aqueo, durante el periplo de regreso a su patria Ítaca y prevenido por la maga Circe, pasa junto a su isla y logra salir indemne del peligro de su canto, gracias a que se hace atar al mástil de su barco mientras que el resto de la tripulación usa tapones de cera en los oídos para no sucumbir al hechizo. Con todo, las sirenas también figuran en otros episodios míticos, muchas veces con reminiscencias de ese anterior papel como deidades ctónicas de la otra vida: algunas versiones narran que acompañaban a Perséfone cuando fue raptada por Hades y que su apariencia bestial fue el castigo impuesto por Deméter por no proteger a su hija del dios del inframundo; en otras, el cuerpo alado es un don de Zeus para permitirles perseguir al raptor, y aun en otras es una pena impuesta por Afrodita por resistirse a la voluptuosidad o por envidia de su gran belleza. También se cuenta que perdieron sus plumas como castigo por retar a las Musas a una competición de canto que perdieron, aunque esta anécdota supone obviar su ascendencia materna.
Desde el asentamiento mismo del mito según esta acepción, es costumbre firmemente aceptada el asumir que las sirenas embelesaban a los marineros para que se estrellaran contra los escollos cercanos y así poder devorarlos, ya que Homero describe cómo las orillas aparecen repletas de huesos humanos. No obstante, nunca se menciona expresamente que el objetivo de estas criaturas sea el asesinato y la antropofagia, y se detalla que esos huesos todavía tienen la piel adherida que "se pudre al sol". Junto a que (según el texto de la Odisea) el contenido de la canción de las sirenas es la invitación al placer y al conocimiento, no pocos estudiosos apuntan que cabría la posibilidad de que se limitaran a atraer a los viajeros y éstos acabaran por morir de inanición en la isla, absortos en el éxtasis de esas subyugantes voces que les hacían olvidar todo lo demás. En cualquier caso, la naturaleza de las sirenas está siempre imbuida de cierta perfidia seductora.
Los antropólogos que suscriben la relación de las sirenas con el más allá plantean una hipótesis: en paralelo con arquetipos de otras culturas: quizá estos seres fueran inicialmente genios que guardaban el paso hacia las Puertas de la Muerte. Puertas que muy bien podrían estar simbólicamente emparentadas con el paso de Escila y Caribdis, al que las sirenas están próximas geográficamente según las fuentes. Eurípides, en una estrofa del coro de Helena (verso 168) las llama παρθηνικοι κοραι parthenikoi korai, ‘jóvenes doncellas’; en este fragmento se apoyan Laurence Kahn-Lyotard y Nicole Loraux para incluirlas dentro de las figuras del Más Allá, identificándolas con las cantoras de las Islas de los Bienaventurados descritas por Platón.
En cuanto a su desaparición, la versión más extendida es que, cumpliéndose un oráculo de la diosa Gea, cuando Odiseo (u Orfeo en el caso de las Argonáuticas) se resistió al efecto de sus voces, las sirenas cayeron al mar y se convirtieron en riscos o perecieron. En esta última variante, el cadáver de una de ellas, Parténope, fue arrastrado por las olas hasta tierra firme y en torno a su sepulcro se fundó la actual ciudad de Nápoles.
Sirenum scopuli

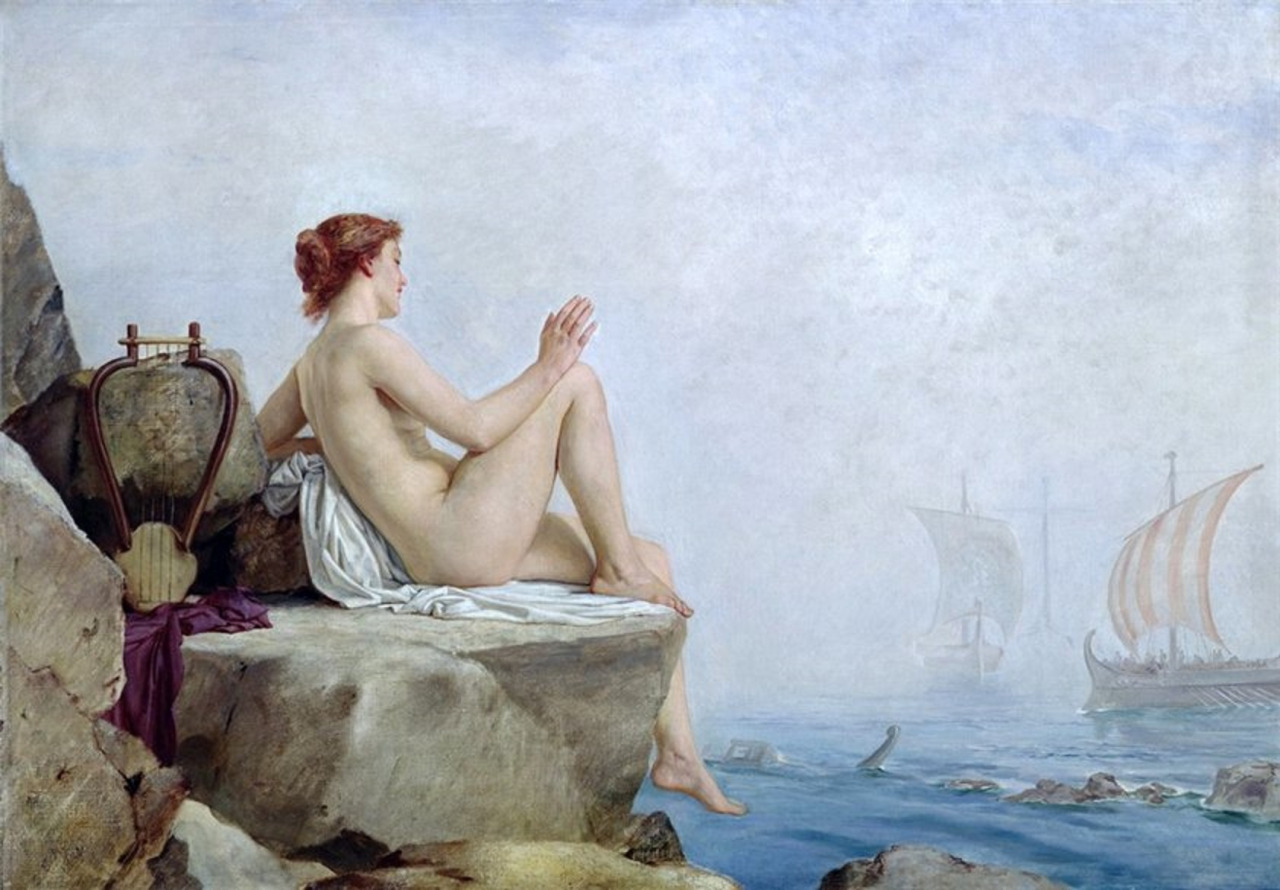
Una sirena esperando en una roca.

Según el poeta griego Hesíodo, las sirenas habitaban la isla llamada Antemoesa, Antemóesa o Antemusa («rica en flores»), donde aguardaban en solitario en un prado florido y «hacían perecer con el hechizo de sus dulces cantos a cualquiera que cerca echara amarras». Fue el propio Zeus quien le concedió la isla.  Según los poetas romanos Virgilio (en la epopeya Eneida) y Ovidio, vivían en los Sirenum scopuli o escollos de las sirenas, tres pequeñas islas rocosas.
La localización exacta de estas islas ha sido variada, pero siempre dentro de una misma zona. Según la Odisea de Homero, se encontraban entre Eea y el estrecho de Mesina (lugar de morada del monstruo Escila). A menudo se las ha situado en el mar Tirreno, frente a las costas del suroeste de Italia, cerca de la ciudad de Paestum o entre Sorrento y Capri (en ocasiones identificándolas con ésta, como por ejemplo hizo el ensayista y guionista inglés del siglo XVIII Joseph Addison). Otras tradiciones apuntan a las islas de Punta del Faro y/o Islas de Li Galli, cuyo nombre tradicional es Sirenuse y cuyo nombre "Los Gallos" hace referencia a la forma de pájaro de estos seres.
Todas estas ubicaciones tienen en común el ser lugares rodeados de acantilados y rocas.

## Sirenas de otras mitologías

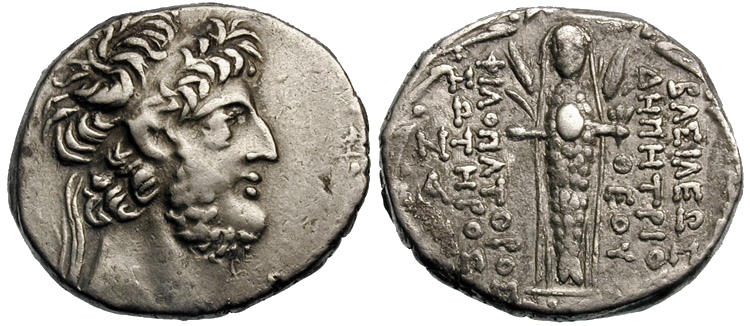
En el reverso de una moneda de Demetrio III Eucarios, aparece la diosa Atargatis como una mujer con cola de pez.

En Medio Oriente: Las primeras historias conocidas sobre sirenas aparecieron en Asiria, antes del 1000 a. C. El hecho de representarlas con medio cuerpo de pez se debe a la leyenda referida por Diodoro Sículo en la que Derceto ofendió a Venus y entonces la diosa le inspiró amor hacia un pastor. De este amor nació una niña, Semíramis, que llegaría a ser reina de Babilonia. Después de nacer su hija, también por obra de Venus, acabó el amor. Derceto, llena de ira, abandonó a su hija, hizo matar al hombre a quien había amado y se arrojó al agua dispuesta a suicidarse, lo que los dioses no permitieron. Esto dio origen a su morfología anfibia. Esta diosa Derceto es muy similar a la figura de Atargatis la diosa siria con forma de sirena a la cual le eran consagrados los peces. La diosa fue adorada en templos en los que había grandes estanques, y, puesto que era la deidad que gobernaba los mares, sus sacerdotes solían vender licencias de pesca a los marineros.

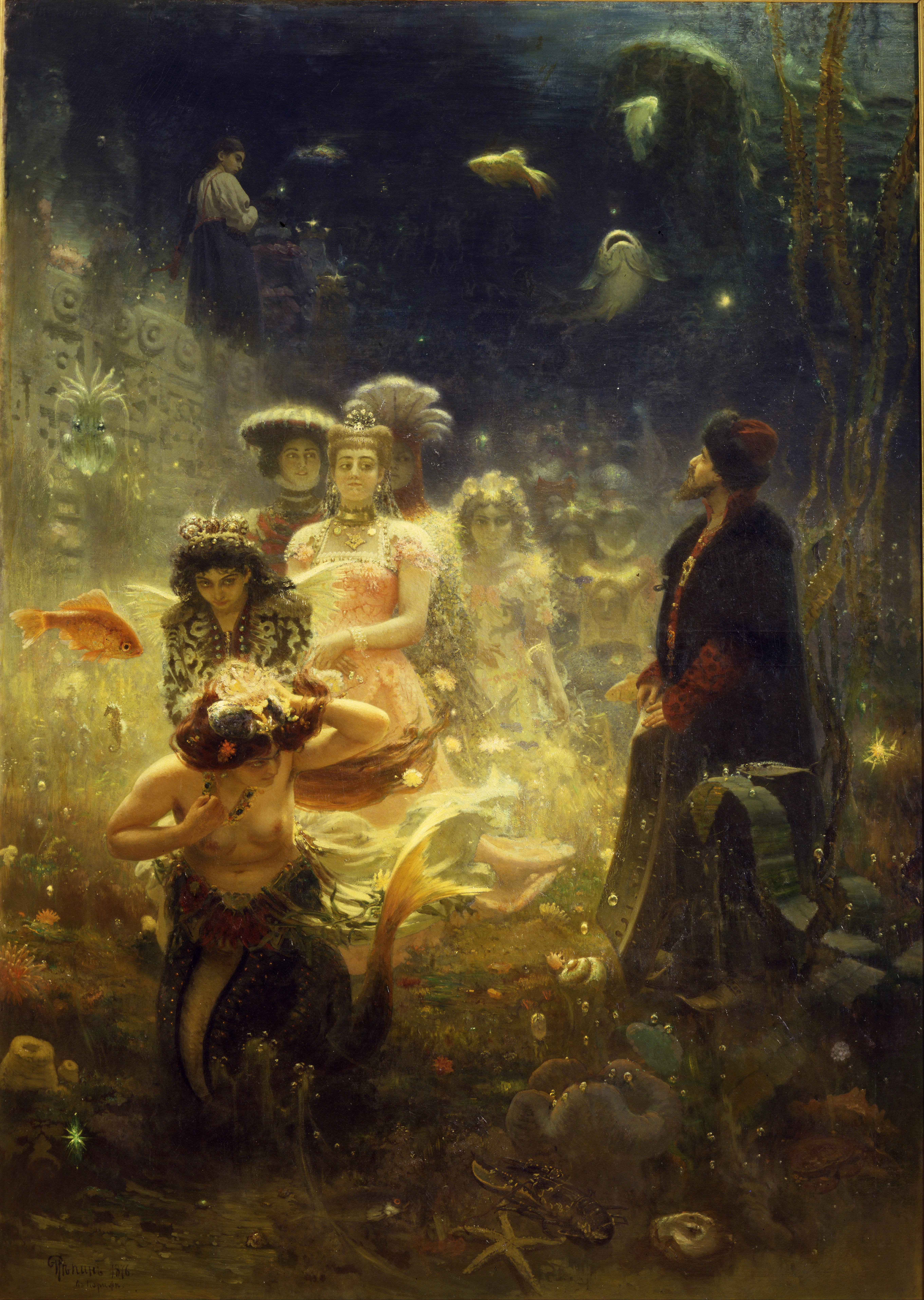
Pintura de Ilya Repin.

Pueblos eslavos: Las rusalkas son la contraparte eslava de las sirenas y las náyades griegas.
La naturaleza de las rusalkas varía entre las tradiciones populares, pero según el etnólogo D.K. Zelenin todas comparten un elemento común: son los espíritus inquietos de los muertos inmundos. Suelen ser los fantasmas de mujeres jóvenes que murieron de forma violenta o prematura, quizás por asesinato o suicidio, antes de su boda y especialmente por ahogamiento. Se dice que las rusalkas habitan en lagos y ríos. Aparecen como hermosas mujeres jóvenes con cabello largo de color verde pálido y piel pálida. Se las puede ver después del anochecer, bailando juntas bajo la luna y llamando a los jóvenes por su nombre, atrayéndolos al agua para ahogarlos. La caracterización de las rusalkas prevalece en la tradición de Rusia, Ucrania y Bielorrusia, y fue un punto de referencia para los autores rusos del siglo XIX; la más conocida de las óperas del gran compositor nacionalista checo Antonín Dvořák se llama Rusalka.
En las Islas Británicas: Las sirenas se observaron en el folclore británico como presagios de mala suerte. Las sirenas también podrían nadar en agua dulce y llegar hasta los ríos y lagos y ahogar a sus víctimas, haciéndoles creer que eran personas que se estaban ahogando. En ocasiones, las sirenas podrían curar enfermedades. Algunas sirenas eran descritas como monstruos grandes de hasta 600 m.
- Es muy conocida en Gales la historia de Dahud, la princesa de Caer Ys, una ciudad que, debido a los pecados de la hija del Rey (la joven y bella Dahud), fue condenada por los dioses a ser tragada por las olas. Cuando el padre de Dahud escapaba, su hija cayó al mar, donde sigue desde entonces, transformada en una sirena, nadando entre las ruinas de Caer Ys. Otra leyenda muy popular en Gales es la de Murgen: En el siglo VI, una sirena fue capturada y bautizada en el norte de Gales, y se le enseñó la lengua nativa. Se dijo que no era pez porque cosía y hablaba, pero no era mujer porque podía vivir bajo el agua. La sirena figuró como una santa en ciertos almanaques antiguos, bajo el nombre de Murgen, que quiere decir mujer que viene del mar.

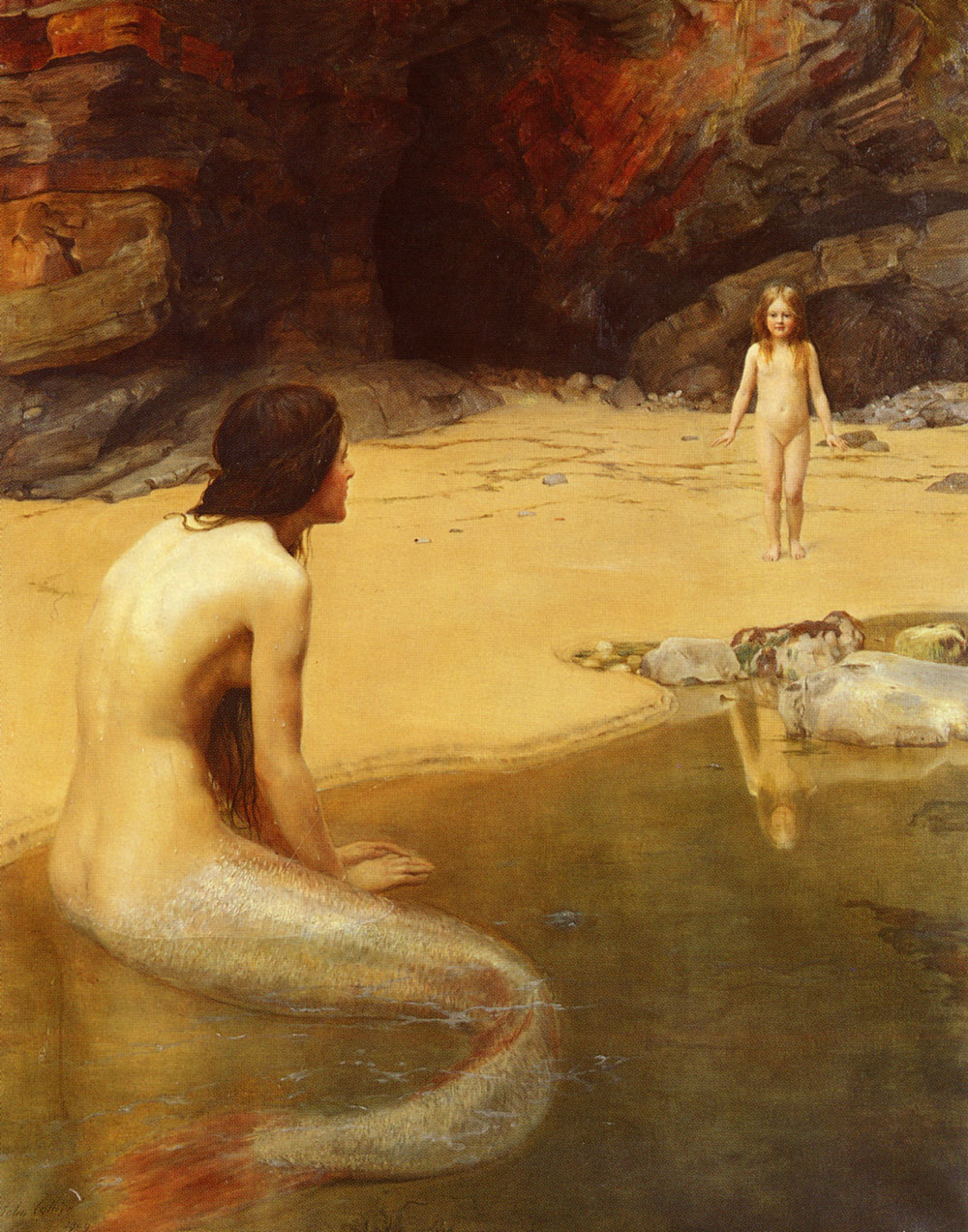
Pintura de John Collier.

- En Irlanda a los sirénidos los llaman merrows. Se cree que el número de hembras es superior al de los machos, aunque estos son más feos que sus compañeras: un merrow masculino posee dientes puntiagudos y rostro semejante a un cerdo. Todos los merrows se caracterizan por las membranas de sus manos, su hostilidad hacia los humanos y sus prendas mágicas, que les permiten atravesar cualquier corriente oceánica. Todo hombre o mujer que le roba la prenda a un merrow tiene poder sobre él, y en muchos relatos, varios hombres esconden estas prendas obligando a las hembras a casarse con ellos. Los hombres ganan así esposas bellas y ricas (debido a los botines que las sirenas obtienen con los naufragios), pero si la esposa merrow recupera su prenda, la llamada del mar será tan fuerte que acabará abandonando a sus hijos y a su marido.
- En la mitología escocesa, hay una sirena llamada Ceasg o "doncella de las olas". La parte inferior de esta sirena es la de un salmón. Se dice que a aquellos que la capturan les concede tres deseos si la devuelven al agua, pero cuando un hombre se enamora de ella, la mujer-salmón lo seduce y lo arrastra a las profundidades. Famosos son también en Escocia los selkies, hadas marinas que en el mar adoptan la forma de una foca, pero al llegar a tierra se deshacen de sus pieles para tomar forma de mujer. Al igual que con los merrows, todo hombre que quiera una esposa selkie solo tiene que robarle la piel de foca, pero si ella encuentra la piel, volverá al mar para siempre. Los hijos nacidos de la unión de hombres y selkies tenían membranas que unían los dedos de sus pies o sus manos.

En China: En algunos cuentos antiguos, las sirenas son una especie cuyas lágrimas se convierten en perlas preciosas. Las sirenas también pueden tejer un material muy valioso que no solo es ligero sino también hermoso y transparente. Debido a esto, los pescadores siempre deseaban ataparlas, pero el canto de las sirenas lo dificultaba. En otras leyendas chinas, las sirenas son unas criaturas maravillosas, hábiles y versátiles y estaba mal visto que los pescadores quisieran capturarlas.
En la Península Ibérica: Las historias de sirenas también son muy famosas en la Península; hay una gran cantidad de relatos acerca de mujeres-pez que seducen a los marinos, aunque en otros, estas ninfas son totalmente benevolentes.
- Es famosa en Cantabria la historia de la Sirenuca, una sirena que antes fue humana. Su madre, harta de que la desobedeciera para ir a los acantilados, gritó "Permita Dios que te vuelvas pez", y así sucedió. Desde entonces, alerta con su canto a los marineros de que se acercan peligrosamente a los acantilados. Esta es una de las pocas sirenas benévolas de la mitología europea.
- En Asturias, además de esta leyenda, donde la niña se llama Serena, existe la leyenda del Gaviluetu. La leyenda dice que en Luarca, una sirena tuvo un hijo con un vikingo. Al volver éste al norte ella quedó triste y en soledad y abandonó al niño en las rocas. Las gaviotas le oyeron llorar y lo llevaron volando al párroco del pueblo, que lo crio y lo hizo cristiano. El niño se convirtió en un gran guerrero y luchó contra los moros. Al final se casó con una princesa de Portugal.

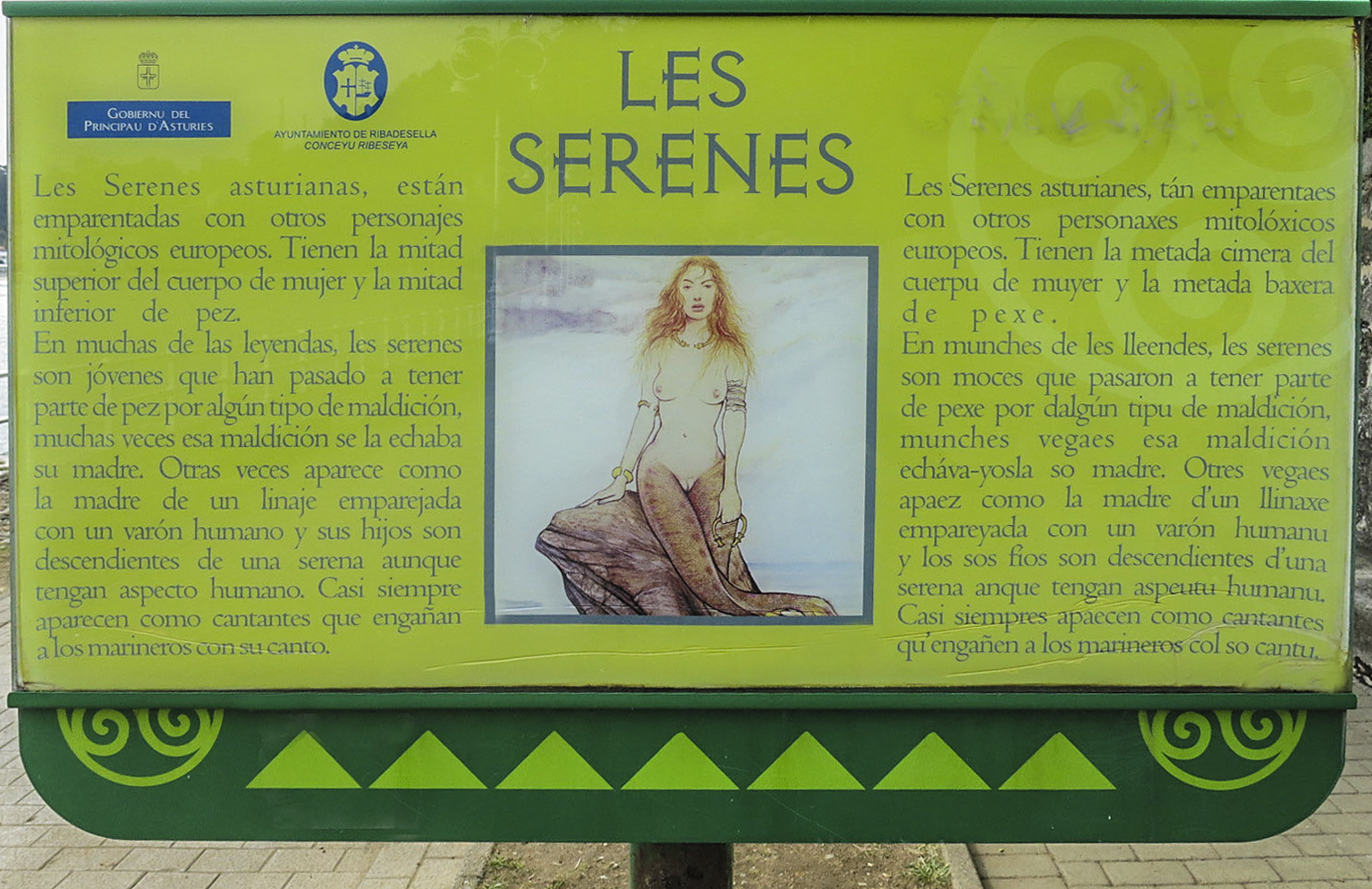
Rótulo en castellano y en asturiano, en Ribadesella.

- En el País Vasco son muy populares los seres mitológicos llamados Itsaslaminak, que en castellano significa lamias del mar. También se les llama arrainandereak (mujeres-pez). En lugar de piernas o pies palmeados de pato como toda lamia de las montañas vasco-navarras, poseen una larga cola de pez. Igual que las otras lamias, las itsaslaminak peinan sus cabellos con peines de oro de los que dependen totalmente. Quien quiera dominarlas puede robarles el peine, aunque eso las enfurece, pudiendo ahogar al ladrón o traer mal tiempo a las costas. Sin embargo, no siempre son malas y a veces se enamoran apasionadamente de los marineros que rondan por las costas vascas.
- En la mitología extremeña también hay sirenas, pero éstas viven en los ríos, de los que salen para ahogar a los hombres después de seducirlos con sus cantos. Se cree que hay una sirena que nada por las aguas del Tajo en Garrovillas, y otra que cada noche de san Blas, sale de la fuente de Luná en Usagre para atraer y ahogar a sus víctimas.
- En la mitología gallega existe la leyenda de Mariña, Marina o Marinha, esta fue rescatada o rescató al duque don Froilaz del tormentoso mar de Finisterre. A diferencia de otras, Mariña es una sirena buena, totalmente hermosa y se enamora perdidamente de don Froilaz y este de ella. Los dos tienen un hijo al que llaman Xoan, por la noche de San Juan y que es el origen del linaje Mariño. Las sirenas fueron un motivo muy extendido en la representación escultórica en toda Galicia, por ejemplo en la fachada de las Platerías de la catedral de Santiago de Compostela, el pazo Torrado de Cambados o el escudo de los Torrado-Mariño en el que se inspiró Castelao para el escudo laico de Galicia.[31] Según X. L. Axeitos, académico de la RAG, el motivo de escoger ese símbolo era que se repetía con frecuencia y podría convertirse en símbolo de unidad.[32]

Sirenas en la realidad 

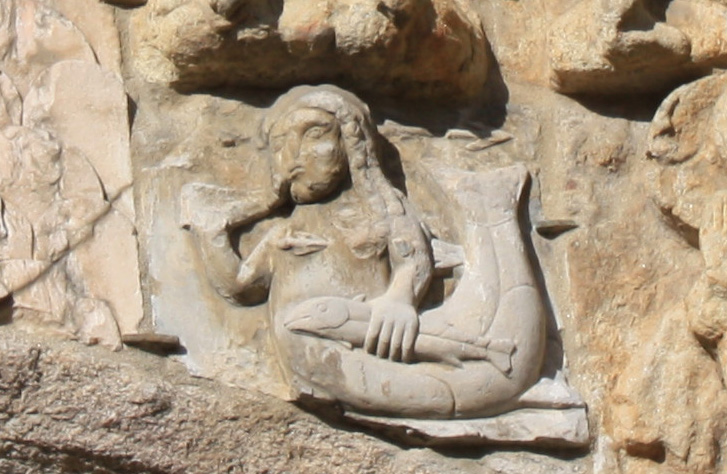
Sirena en la fachada románica de Platerías, catedral de Santiago de Compostela

En la actualidad hay opiniones acerca de la existencia de estas criaturas mitológicas. Esta diversidad la encontramos en documentales y artículos que aseguran e incluso argumentan su existencia. Un ejemplo es una fantasía en forma de documental televisado en la cadena Animal Planet de Discovery Channel, Mermaids: the body found y muchas personas pensaron que eran pruebas de existencia.

## Las sirenas y la fe cristiana

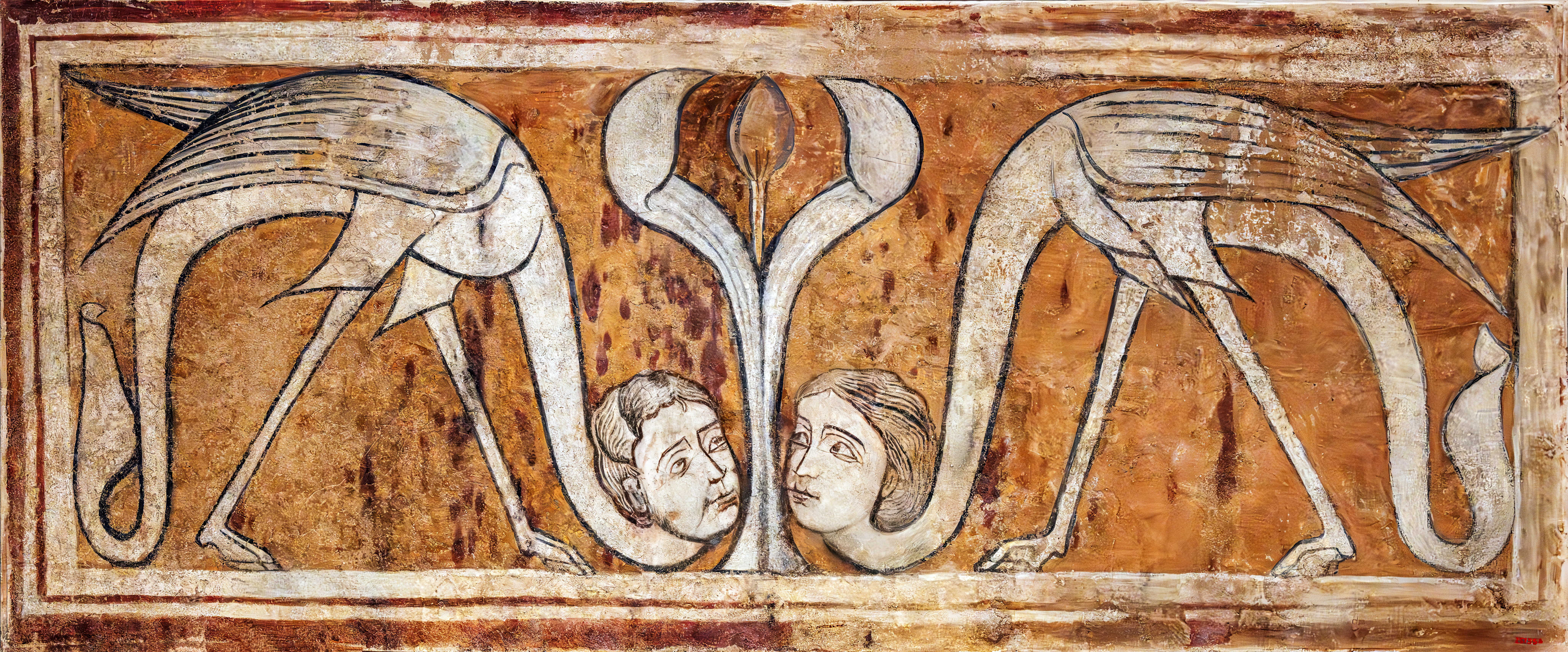
Sirenas pájaro representadas en las pinturas murales de la Abadía de San Pedro de Arlanza (Hortigüela, España), conservadas en el Museo Nacional de Arte de Cataluña.

En el siglo IV, cuando las creencias tradicionales fueron eclipsadas por el cristianismo, la fe en los seres mitológicos fue erradicada junto con las sirenas. Jerónimo, que produjo la versión Vulgata de la Biblia utiliza la palabra "sirenas" al traducir םינת Thanim (chacal) en Isaías 13:22 y (búhos) en Jeremías 50:39, esto fue explicado por Ambrosio como un símbolo de las tentaciones del mundo, y no como un aval de la mitología griega.

Y entre las ruinas de sus palacios resonarán los ecos de los búhos, y cantarán las sirenas en aquellos lugares que fueron consagrados al deleite.
Isaías 13:22

La interpretación evemerista paleocristiana de los seres humanos recibió un impulso de larga duración en la obra Etimologías de Isidoro. "Ellos [los griegos] imaginaban que había tres sirenas, parte virgen, parte ave con alas y garras. Una de ellas cantaba, otra tocaba la flauta y la tercera la lira".
La sirena se siguió utilizando como un símbolo de la peligrosa tentación encarnada por las mujeres, con regularidad durante todo el arte cristiano de la época medieval; Sin embargo, en el siglo XVII, algunos escritores jesuitas comenzaron a afirmar su existencia real, incluyendo a Cornelius, que dijo de la mujer, "su mirada es como la del legendario basilisco, su voz como de sirena, que encanta y con su belleza se priva de la razón". Antonio de Lorea y Atanasio Kircher argumentaron que las sirenas habrían aparecido a bordo del arca de Noé. Otros indican que las sirenas fueron pecadoras que de alguna forma lograron sobrevivir al diluvio, pero afirman que Dios no crea seres parte humano y parte animal. 
La Biblia no menciona sirenas, pero sí algunos híbridos que proceden directamente de la mitología griega como el sátiro: el libro de Yashar indica que antes del diluvio, los ángeles caídos estaban mezclando sus genes con las mujeres de la tierra, lo cual dio como resultado a criaturas híbridas, llamadas Nefilim.

## Tipología
La tipología de la representación gráfica de las sirenas es variada. Las sirenas de la mitología clásica suelen aparecer en ánforas, cráteras, vasos y espejos, y por regla general son de tratamiento naturalista: hermoso rostro y largos cabellos, que en muchas ocasiones vuelan o esperan sobre las rocas sosteniendo instrumentos musicales o acariciando sus cabellos en actitud coqueta. En el siglo XVI, la actitud más generalizada de las sirenas fue sostener con las manos un espejo y un peine. La cola era un emblema de la prostitución y el espejo, considerado como objeto mágico, era atributo de la mujer impura, y servía para contemplar el rostro de la muerte o el culto al diablo (con similitud a la actitud de Afrodita en el mundo clásico). La sirena también implica un símbolo de los tiempos de transición de Carnestolendas (carnes terrestres) a la Cuaresma (pescado).
Más adelante las sirenas aparecen amamantando a sus crías. La leche de las sirenas era conocida por los alquimistas como una proteína que permitía el crecimiento rápido de los héroes abandonados en el agua. Por otra parte, la tipología que gozó de mayor predicamento en las representaciones góticas fue la sirena de cola pisciforme única.

## En la literatura universal

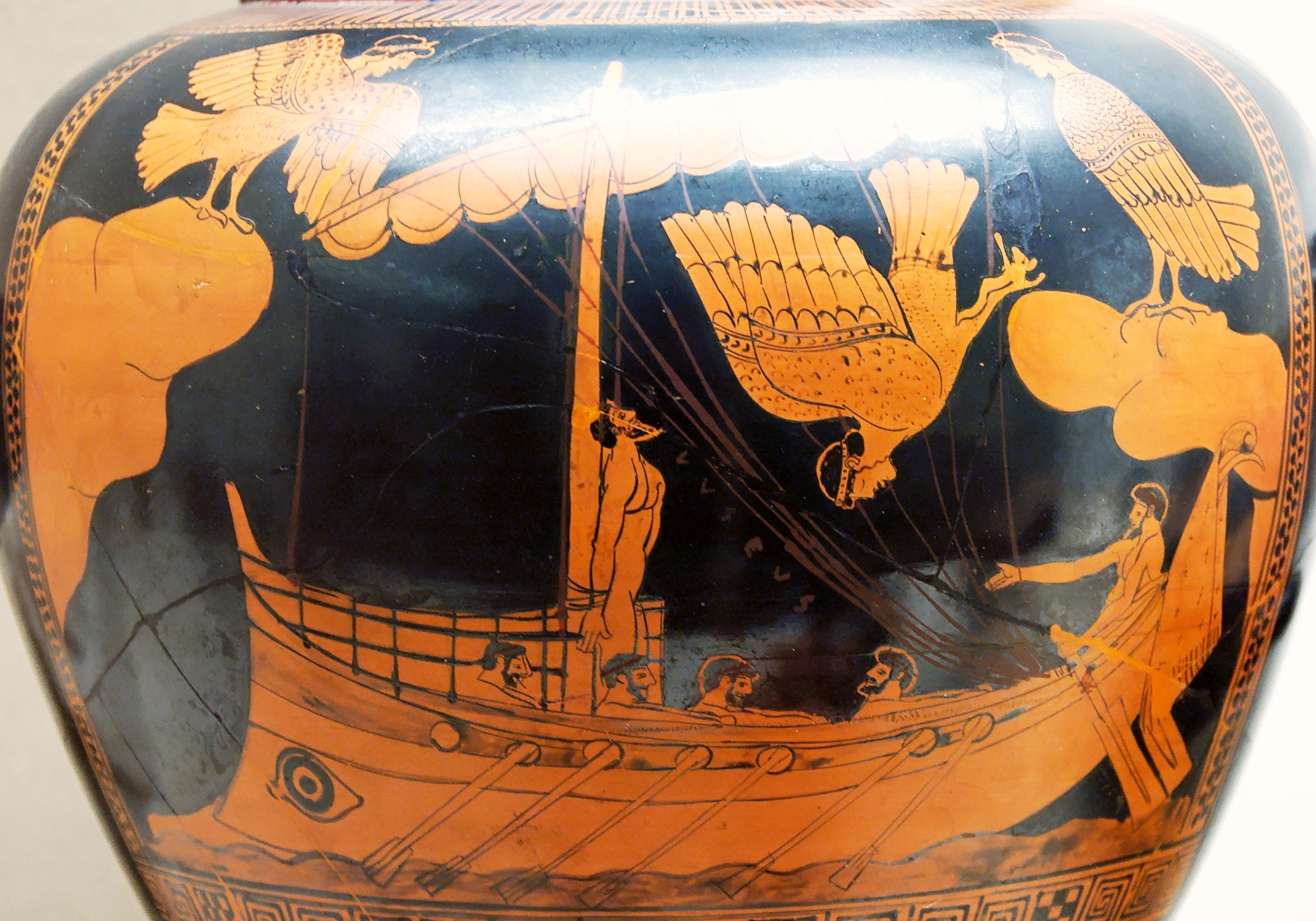
Ulises y las sirenas (cerámica ática, 480–470 a. C., Museo Británico).

En la leyenda de Jasón y los Argonautas, los marineros encantados por la voz de las sirenas se salvaron del desastre gracias a la habilidad de Orfeo, que logró con su canto tapar la música de aquellas y distraer a los Argonautas que se hubieran encallado de otro modo en los Sirenum scopuli donde estas habitaban. Derrotadas por la superior habilidad de Orfeo, las sirenas se transformaron en piedra, o en otras versiones se arrojaron al mar para morir.
En la Odisea (XII, 39) Ulises preparó a su tripulación para evitar la música de las sirenas tapándoles los oídos con cera; deseoso de escucharlas él mismo, se hizo atar a un mástil para no poder arrojarse a las aguas al oír su música.

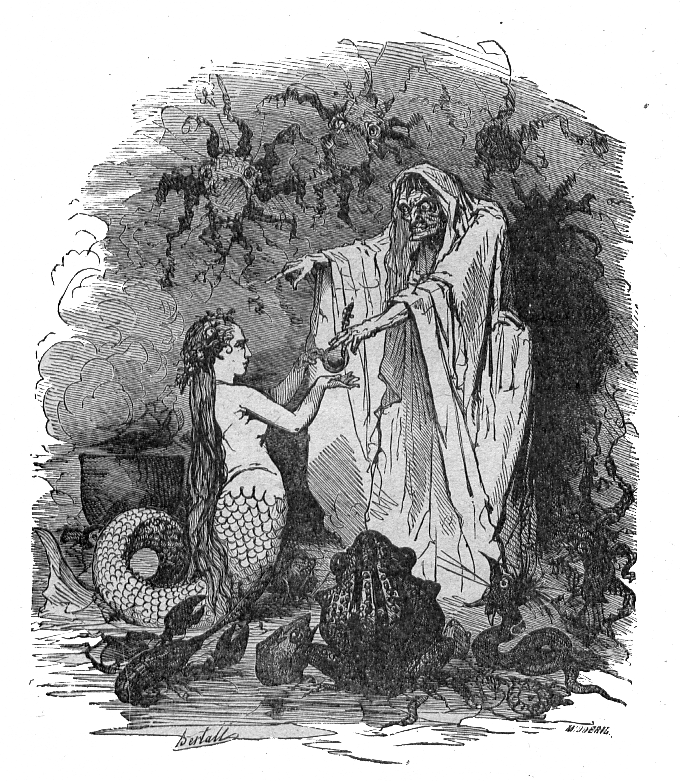
En el cuento La sirenita, de Andersen, la protagonista es una sirena enamorada que acude a una bruja para que le dé piernas a cambio de su dulce voz.

En Las mil y una noches las sirenas se conciben como anatómicamente idénticas a los seres humanos con una única distinción, su capacidad de respirar y vivir bajo el agua. En esta narración los humanos y las sirenas pueden reproducirse. Como resultado los hijos de estas uniones tienen la capacidad de vivir bajo el agua. En el cuento Abdullah Abdullah de los Pescadores y el Merman, el pescador protagonista Abdullah obtiene la habilidad de respirar bajo el agua donde descubre una sociedad que se presenta como un reflejo invertido de la sociedad sobre la tierra. En Las aventuras de Bulukiya, la búsqueda del protagonista Bulukiya de la hierba de la inmortalidad, le lleva a explorar los mares, donde encuentra el reino de las sirenas.
Cristóbal Colón afirma en su diario de su Primer Viaje (1492-3), que vio a las sirenas en el Nuevo Mundo, que él creía la parte más oriental de Asia. Según la transcripción de Bartolomé de las Casas:

El día pasado, cuando el Almirante iba al río del Oro, dijo que vio tres sirenas que salieron bien alto de la mar, pero no eran tan hermosas como las pintan, que en alguna manera tenían forma de hombre en la cara. Dijo que otras veces vio algunas en Guinea, en la costa de la Manegueta.

Ya en la literatura clásica del siglo xix, Hans Christian Andersen en su cuento La sirenita presenta un personaje tierno y enamoradizo que salva a un príncipe de naufragar.

## Atractivo de las sirenas

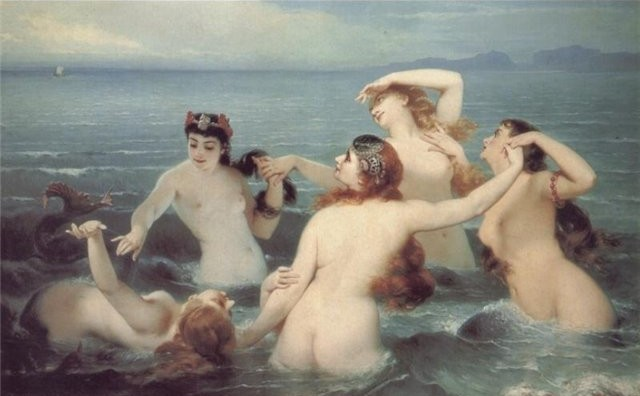
Sirenas de Charles Edouard Boutibonne

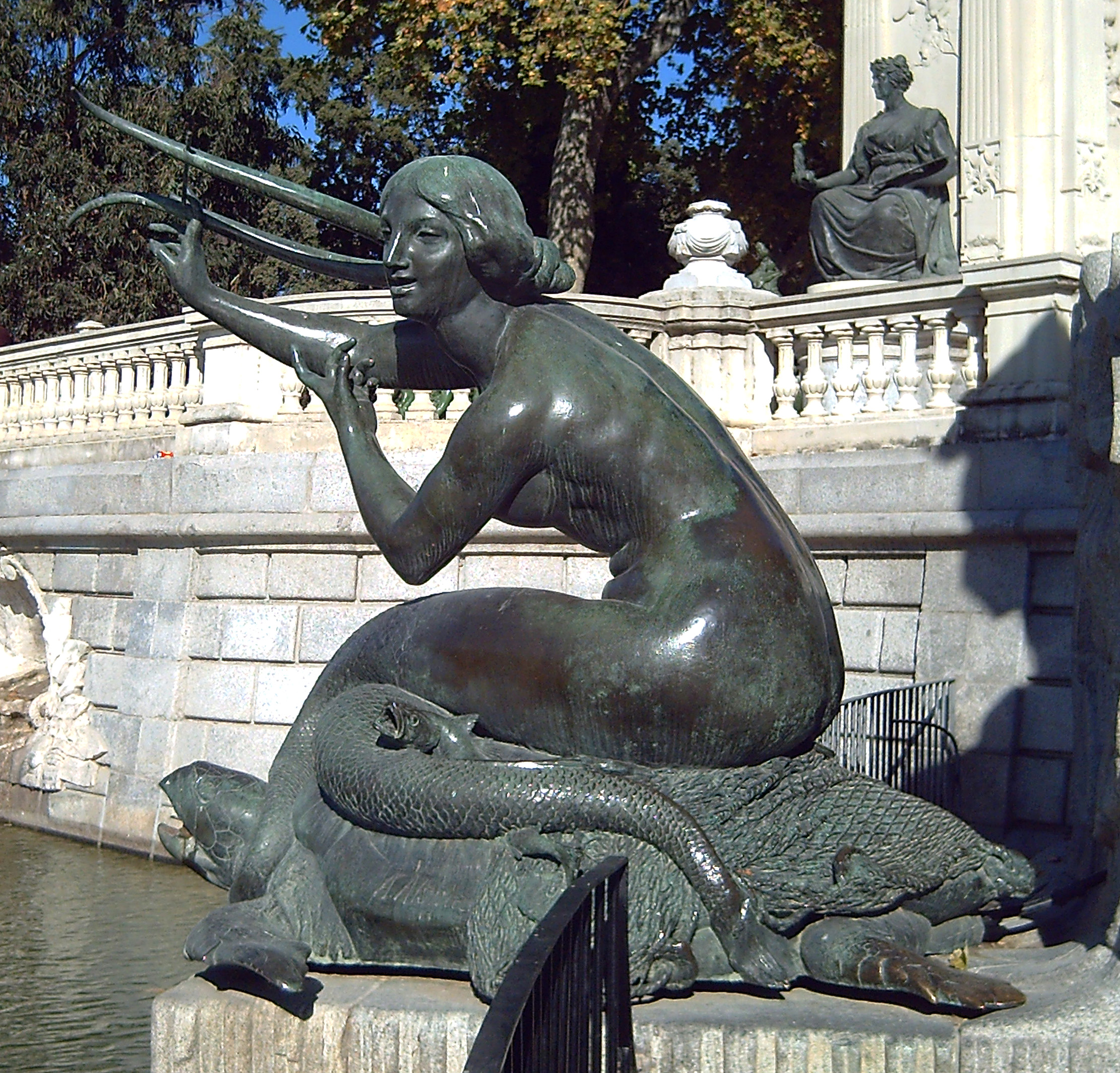
Sirena de bronce de Antoni Alsina, en Madrid, España (1922).

Aunque en la iconografía moderna las sirenas se representan por lo general como de abrumadora belleza, es probable que en la tradición clásica su único atractivo radicase en su voz y que su apariencia fuese poco menos que monstruosa. Horacio, en la Epístola a los Pisones, hace mención a un híbrido de mujer y pez como un sujeto hilarante:

desinat in piscem mulier formosa superne;
spectatum admissi, risum teneatis, amici
si en pez acabase lo que es una hermosa mujer por encima,
¿aguantaríais la risa al verlo, camaradas?

Se ha comentado que posiblemente las sirenas que tanto intrigaron a Sigmund Freud son la intelectualización tardía de un hecho narrativo que aúna peligro y belleza. En todo caso, ese sería un añadido elaborado a lo largo de los siglos a su origen como horrendas y extraordinarias cantantes que ocultaban el asesinato y la antropofagia.

## Sirenas en cine, serie, anime, videojuegos y televisión
- Splash: Es una de las primeras películas de sirenas, se trata de una sirena que se enamora de un humano y decide ir a la superficie para casarse con él, pero un científico la descubre y tiene que irse al mar con su enamorado.

- Andersen Dowa: Ningyo Hime: Es una de las primeras películas de anime y la trama es la más fiel al cuento La sirenita de Hans Christian Andersen, junto con un final trágico.

- La Sirenita: Película animada distribuida por Disney e inspirada libremente en el cuento de Andersen, solo con algunos cambios, junto con un final agridulce y opuesto al cuento.
  - Con el tiempo se convirtió en una franquicia con una secuela, una precuela, una serie animada, musical y una adaptación en imagen real.

- H2O: Una serie de televisión australiana juvenil estrenada en 2006. Trata de tres chicas de 16 años que desarrollan su día a día en las soleadas playas de la Costa Dorada. Las chicas se encuentran un día perdidas en el mar, flotando hacia la misteriosa Isla Mako. En ella, descubren un canal submarino, y deciden nadar para buscar la salida. Al salir a la superficie, la luz de una luna llena ilumina el agua, creando un precioso resplandor. Emma, Cleo y Rikki salen de la isla lo más rápido que pueden, y vuelven a la vida "normal". Sin embargo, las chicas descubren que su vida no volverá a ser normal, puesto que en 5 segundos después de tocar el agua, se convierten en sirenas.

- Pichi Pichi Pitch: Una serie de manga japonesa de gran éxito creada en 2003. La serie trata de Luchia, la princesa sirena de la perla rosada que junto a su fiel guardián Hippo parten en busca del chico que conoció cuando era una niña y de su perla rosada, que había perdido en el mundo humano por entregársela al chico y salvarlo. Durante un paseo por la playa conoce a Kaito, el chico que salvó hace años, pero él no la reconoce debido a que su forma humana es diferente a su forma de sirena. Al matricularse en el instituto conoce a Hanon, que resulta ser una de las siete princesas sirenas, la de la perla aguamarina. Más adelante conocen a Rina, otra de las siete princesas sirenas que posee la perla verde. Ellas deben luchar contra las diablesas acuáticas que intentan secuestrarlas y llevarlas junto a su señor para fines maléficos y así conseguir la paz en los 7 océanos.

- Peter Pan (2003): Peter ayuda a Wendy a encontrar a sus hermanos preguntándole a las sirenas.

- Pirates of the Caribbean: On Stranger Tides: Aparecen sirenas que seducen e intentan ahogar a los hombres después de cantar; además, hay una en específico que se enamora de un mortal (el personaje que representa el cristianismo en la película como un "misionero").
- Digimon tiene a varias criaturas que se basan en las sirenas. Por un lado, nos encontramos a Sirenmon[38] quien está basada en las sirenas de la mitologías clásicas, mientras que, por otro lado, Mermaimon[39] y Ancient Mermaimon[40] están basadas en las versiones más modernas de estas criaturas, con cola de pez y torso humanoide. Sirenmon y Mermaimon son Digimon de cuerpo Perfecto (o Nivel Megacampeón) y Ancient Mermaimon es de nivel Definitivo (o nivel Hipercampeón).

- Aquamarine: Comedia romántica del año 2006 dirigida a un público adolescente. Narra la historia de dos amigas que hallan a una sirena en la piscina de un club playero tras caer una tormenta. Las tres entablan una amistad para que la sirena logre conquistar a un humano del que se ha enamorado. Protagonizada por Sara Paxton en el papel de la sirena, junto a Emma Roberts, JoJo y Jake McDorman.

- La Sirena: También conocida en español como Princesa en exceso y Surplus Princess en inglés, es un drama de televisión de Corea del Sur emitido en 2014 por tvN. Trata de una princesa sirena llamada Aileen que decide convertirse en humana por medio de una pócima mágica, tras esto tiene 100 días para encontrar el verdadero amor, de lo contrario se desintegrará desapareciendo para siempre.

- Mr. Peabody and the Mermaid: Película norteamericana que relata el encuentro de un vacacionista con una sirena al ir de pesca. Él la captura y la lleva primero a su bañera, y luego al estanque del lugar donde vive para finalmente devolverla al mar, quedándose únicamente con la peineta de ella como recuerdo de su aventura.

- Once Upon a Time: En la tercera temporada de esta serie televisiva aparece durante algunos capítulos la sirena Ariel, en referencia al afamado personaje de Disney.

- Mako Mermaids: También conocida como “Mako Mermaids: An H2O Adventure” en Netflix, “Las sirenas de Mako” en España y “Mako: Island Of Secrets” en Australia, es una serie de aventuras para niños y adolescentes. Surgió como un spin-off de H2O: Just Add Water, estrenada originalmente el 26 de julio de 2013 en todos los territorios de Netflix y en Australia por la cadena Network Ten. Su estreno en España fue el 28 de octubre de 2013 en Disney Channel. La segunda temporada se empezó a filmar en febrero del 2014, y su estreno fue el 13 de febrero de 2015 los 13 primeros episodios en todos los territorios de Netflix, y el 29 de mayo los 13 episodios restantes.

- The Legend of the Blue Sea: También conocida en español como La leyenda del mar azul, es una serie de televisión surcoreana de fantasía emitida por SBS entre 2016 y 2017, cuya trama está inspirada en una leyenda clásica de la era Joseon extraída de la colección Eou Yadam (어우야담) de Yoo Mong In, que versa sobre un hombre que libera a una sirena cautiva, desarrollándose la historia entre el año 1598 y el presente, momento en que el doppelgänger de la sirena regresa y se encuentra con el doppelgänger de aquel hombre.

- Siren: Es una serie de televisión estadounidense emitida en Freeform desde 2017; narra la historia de una sirena en busca de su hermana, que fue capturada; para ello se ve en la necesidad de hacerse pasar por humana, causando estragos en el pueblo en el que ahora habita. En esta serie, a diferencia de la mayoría, se retrata a las sirenas como monstruos del mar.

- Shin Megami Tensei : La saga le dio la bienvenida a las sirenas en la cuarta entrega en donde un samurái de nombre Flynn debe pelear contra demonios y ángeles. En esa categoría se encuentran también los Yōkai en Japón las sirenas son consideradas como mujer con un enorme cuerpo de pez y una cabeza de Oni pero en la cuarta entrega se nos muestra a hermosas mujeres de cabello largo turquesa, cola de sirena, y hermosos cánticos quienes se encargan de hundir a los marineros. Después de que su saga fuera un éxito en occidente la saga, Atlus volvió a darles más apariciones, incluyendo el reciente Shin Megami Tensei V.

- Twisted Wonderland: Es un juego de varios capítulos creado por Yana Tonoboso quien creó el anime de Kuroshitsuji en donde la autora se basó en los personajes de Disney. Entre esos destaca Azul Ashengorotto quien está inspirado en Úrsula del film del 89 siendo un cecaedia estafador y siendo líder en el dormitorio Octavinelle acompañado de sus 2 merlucinas Floyd y Jade Leech inspirados en las anguilas del film homónimo dándole un homenaje al mismo y en su manga MC, siendo el personaje que manejas en el juego, hace referencia a la sirenita Ariel. El manga fue hecho por la misma autora tomando referencias de La Sirenita pero dándole entrada a nuevos personajes siendo MC o Yuu introducidos en un mundo de fantasía que es Twisted Wonderland en la escuela de Night Raven College.

- Final Fantasy: Las sirenas han tenido diversas apariciones en la franquicia. Ya en la primera entrega fueron unas guías para el jugador, mientras que en otras entregas, como es en el caso de Final Fantasy VIII, ejerce como una de las invocaciones que usan el protagonista Squall Leonhart y sus compañeros y quien es una sirena que adapta el ser mitológico descrito en la odisea de Homero, siendo una mujer con algunas plumas, cuerpo voluptuoso, alas de ave en su cabeza que actúan como su cabello y toca una lira siendo una de las invocaciones más débiles en cuanto a fuerza, pero tremendamente útil al dejar enmudecidos a los enemigos.

- Kuroshitsuji: Manga creado por la autora Yana Tonoboso nos ofrece un corto con los personajes de Kuroshitsuji' en donde los personajes hacen de los personajes de cuentos de hadas Grell Stucliff ella sería quien interpretaría a la sirenita del cuento mientras que undertaker sería una cecaelia siendo la bruja del mar del cuento dándonos unos momentos de risas mientras en el Kuroshitsuji' mientras pasan página los personajes nos da un homenaje relajante con dotes de comedia de los cuentos de Hans Christian Andersen eso incluyendo a la Reina de las nieves siendo una de sus mejores obras además de La sirenita.

## Otros usos del término
En alusión a estos seres mitológicos se le da por antonomasia el nombre de sirena a cualquier mujer que practique deportes acuáticos como natación, waterpolo, natación artística o clavados o simplemente si es muy buena nadadora aunque no practique estos deportes.